# Зассенхаузен

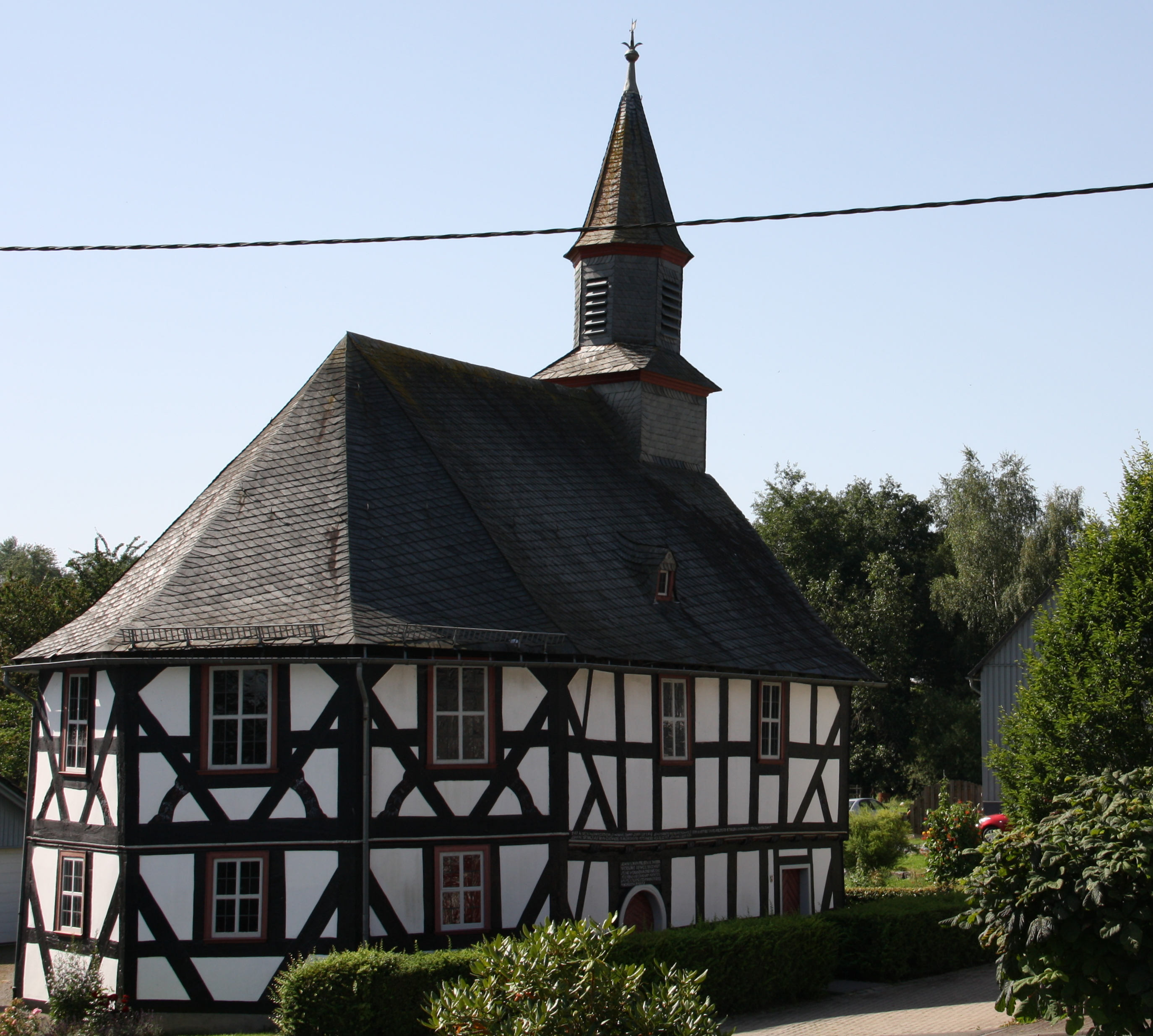
Евангелическая часовня Зассенхаузена

Зассенхаузен (нем. Sassenhausen) — поселение сельского типа в составе города Бад-Берлебург в районе Зиген-Виттгенштайн (земля Северный Рейн-Вестфалия, Германия). Населённый пункт был включён в состав Бад-Берлебурга после реформы местного самоуправления 1975 года.

## География

### Положение
Зассенхаузен расположен на горном хребте между поселением Доцлар и городом Бад-Ласфе на автодороге земельного значения L 718. Самая высокая точка в окрестностях населённого пункта — гора Хорст (657 м).

### Соседние населённые пункты
- Бад-Ласфе — город на юге
- Доцлар — поселение на севере
- Вайденхаузен — поселение на западе

## История
Первое документальное свидетельство о существовании населённого пункта относится к 1395 году. В этом году после вымирания рыцарей Диденсхаузена владение перешло к Броскену фон Фирмюндену. В XVI веке относилось к дворянскому роду и окружному суду Рихштайна. С 1819 года Зассенхаузен был отнесён к управе Арфельда, а с 1845 года к её новой администрации. Сейчас в поселении проживает 204 жителя в 25 домах. В 1900 году в Зассенхаузене проживало 167 жителей.

### Динамика численности населения
- 1961: 234 жителя[2]
- 1970: 221 житель[2]
- 1974: 216 жителей[4]
- 2011: 260 жителей
- 2021: 225 жителей[1]

### Религия
До 1666 года местная евангелическая церковь относилась к приходу Арфельда; ныне — к приходу Вайденхаузена.

## Достопримечательности
В 1703 году местный мастер-плотник Маннус Ридезель построил школьную часовню. Строительство было возможно только за счет ресурсов местных крестьянских хозяйств. Здание служило одновременно церковью и школой. Бывшая школьная комната расположена под задней галереей. Здание представляет собой чисто фахверковую постройку с уникальной резьбой.

Панорама Зассенхаузена и окружающих гор